# Altfriesisches Bauernhaus
Ein altfriesisches Bauernhaus ist ein kleines Wohnstallhaus mit geringer Raumfläche für Erntegut. Dieser Bautyp entstand in Westfriesland und war bis Mitte des 17. Jahrhunderts als Vorgänger des Gulfhauses in der norddeutschen Tiefebene weit verbreitet.